# Guillermo Marcó del Pont
Guillermo Marcó del Pont Santisteban (Lima, 7 de abril de 1897-Lima, 17 de julio de 1974) fue un general del Ejército del Perú.

## Biografía
Hijo de Manuel Guillermo Marcó del Pont Ranero y María Julia de Santisteban Villaverde. 
Sus ancestros tienen raíces españolas. Su tatarabuelo fue Ventura Miguel Marcó del Pont y Ángel, Síndico del Consulado de Comercio de Buenos Aires, quien era hijo del militar español Buenaventura Marcó del Pont y casado con Francisca Diaz de Vivar y Salinas, hija de Pedro Díaz de Vivar y González de Buendía, considerado descendiente del Cid Campeador. 
Estudió en la Escuela Militar de Chorrillos.
En 1960 se casó con la argentina Susana Shaw Ocampo.
En 1969 fue ascendido a General de Brigada y en 1973 a General de División. 
Desde 1969 a 1973 fue director del Instituto Nacional de Planificación, entidad que se convirtió en un instrumento coordinador de la inversión y del gasto del gobierno.
En enero de 1974 fue designado como Ministro de Economía y Finanzas del Perú por el presidente Juan Velasco Alvarado. 
En su calidad de ministro fue designado también como Titular del Perú ante el Banco Internacional de Reconstrucción y Fomento, la Corporación Financiera Internacional y ante la Asociación Internacional de Fomento.
El 17 de julio de 1974 el gobierno anunció que Marcó del Pont había renunciado por problemas de salud y que sería reemplazado por el general Amílcar Vargas Gavilano.
Marcó del Pont trabajó luego como consultor de la Comisión Económica para América Latina y el Caribe.

## Reconocimientos
- Orden del Mérito Civil de España en el grado de Gran Cruz (1974)